# بیارن بروستاد
بیارن بروستاد (انگلیسی: Bjarne Brustad; ۴ مارس ۱۸۹۵ – ۲۰ مهٔ ۱۹۷۸) آهنگساز و نوازنده ویلون اهل نروژ بود.